# 味の素グループ
味の素グループ（あじのもとグループ）は、味の素を中心に形成している企業グループ。
最近では、旧日本酸素（現・日本酸素ホールディングス）系列のフレック（現社名：味の素冷凍食品（旧味の素フレッシュ）/フレック関東）や旧鈴与系列の清水製薬（商号変更や統合を経て、現在はEAファーマ）を系列に収めている。

## 主要グループ企業

### 連結対象子会社
調味料・加工食品
- 味の素食品
  - 味の素食品北海道

- デリカエース
- 味の素ベーカリー

冷凍食品
- 味の素冷凍食品

飲料
- 味の素AGF（AGF）

アミノ酸
- 味の素ヘルシーサプライ
- 日本プロテイン
- 味の素ファインテクノ

医薬・健康
- 味の素コージンバイオ

その他
- F-LINE（旧・味の素物流）
- 味の素パッケージング
- 味の素エンジニアリング
- 味の素コミュニケーションズ
- 味の素トレーディング
- 味の素トレジャリー・マネジメント
- 沖縄味の素
- 北海道味の素
- 味の素AFMトレーディング
- 味の素ダイレクト
- 味の素みらい

### 持分法適用関連会社
調味料・加工食品
- ヤマキ

油脂
- J-オイルミルズ

アミノ酸
- 川研ファインケミカル

医薬・健康
- EAファーマ - 旧・味の素製薬

その他
- NRIシステムテクノ - 旧・味の素システムテクノ

### かつての関連会社
麺類
- シマダヤ - 旧・島田屋本店→島田屋

香辛料
- ギャバン (香辛料販売)#ギャバン - 旧・ギャバン朝岡

ワイン
- メルシャン

乳製品
- カルピス - 旧・カルピスKK
- ダノンジャパン - 旧・味の素ダノン→カルピス味の素ダノン

シリアル食品
- ケロッグ (企業)#日本ケロッグ

## 外部サイト
- グループ企業情報｜味の素グループ